# آی‌ان‌جی بنک اسلاسکی
آی‌ان‌جی بنک اسلاسکی (انگلیسی: ING Bank Śląski) شرکت خدمات مالی و بانکداری لهستانی است، که در سال ۱۹۸۸ تأسیس شد.